# The Grandmothers
Die Gruppe The Grandmothers wurde 1980 von drei ehemaligen Mitgliedern der Mothers of Invention gegründet: Jimmy Carl Black, Bunk Gardner und Don Preston. Die Gruppe spielte neben Kompositionen von Bandmitgliedern auch viele Songs der Mothers und Frank Zappas nach. Die Besetzung wechselte häufig, auch der Bandname wurde immer mal wieder leicht verändert – zuletzt in „The Grandmothers of Invention“.

## Bandgeschichte
Als 1980 Geronimo Blacks Album Welcome Back erschienen war, brachte der Umstand, dass darauf sechs Musiker aus dem Zappa-/Mothers-Umfeld zu hören waren, die früheren Mothers-of-Invention-Musiker Don Preston, Jimmy Carl Black und Bunk Gardner auf die Idee für ein neues Projekt. Sie setzten es noch im selben Jahr in die Tat um und gründeten die Gruppe The Grandmothers. Die Gruppe widmete sich zum einen Zappas Schaffensperiode der Jahre 1965 bis 1969, andererseits hatten auch Stücke von Bandmitgliedern ihren Platz im Repertoire. Zunächst wurde das Album Grandmothers produziert, das 1981 erschien. Es enthielt zwölf Songs, von denen fünf Titel neu eingespielt, die restlichen sieben aber bereits zwischen 1969 und 1972 aufgenommen worden waren. Auf drei der frühen Aufnahmen waren nicht die Grandmothers zu hören, sondern das Trio „Menage a Trois“, ein Bandprojekt von Bunk Gardner, Buzz Gardner und John Balkin. Ein weiteres der alten Stücke dieses Albums hatte Don Prestons 70er-Jahre-Synthesizerband „Raw Milk“ unter Mitwirkung von Sandy Reiner (Schlagzeug), Christy Rundquist und Phil Davis (beide Synthesizer) aufgenommen. Insgesamt wirkten 25 Musiker an dem Album mit, darunter auch weitere ehemalige Zappa-Musiker wie Jim „Motorhead“ Sherwood, Elliot Ingber, Denny Walley und Dave Parlato. Die Grandmothers stellten das Album im Jahr 1981 während zweier Tourneen in Amerika und Europa vor. Das Line-up der ersten Tour bestand neben Preston, Black und Gardner aus den ehemaligen Mothers-Musikern Tom Fowler (Bass, Geige) und Walt Fowler (Trompete, Keyboard, Gesang) sowie dem Gitarristen Tony Duran. Letzterer wurde bei der Herbsttournee von dem Gitarristen Denny Walley abgelöst.
Das nächste Album Lookin’ up Granny’s Dress erschien 1982. Unter den 15 Titeln fanden sich neben vier aktuellen Einspielungen auch neun Songs, die bei den Tourneen des Vorjahres live aufgenommen worden waren. Bei dem Ray-Collins-Stück „Deseri“ handelte es sich um eine Aufnahme aus dem Jahr 1962. Der Titel „Dona“ dokumentiert die einzige bislang veröffentlichte Aufnahme des Trios „Elmer and Fred“, welches Bunk Gardner mit dem Gitarristen Andy Cahan und dem Bassisten Dusty Wakeman gegründet hatte. Im März 1982 gaben die Grandmothers jeweils drei Konzerte in Dänemark und in Deutschland. Gardner und Duran waren gegangen, der Gitarrist Mike Miller und der Schlagzeuger Tony Morales für diese kleine Tournee hinzugekommen.
Anschließend war von den Grandmothers einige Jahre lang kaum etwas zu hören und zu sehen. Jimmy Carl Black stellte 1988 ein Ensemble namens „First Austin Grandmothers“ zusammen, das einige Auftritte absolvierte. Dieser Formation gehörten neben Black der Gitarrist Mike Harris, der Perkussionist Jeff Hogan, der Bassist Ener Bladezipper und Gerald „Eli“ Smith an, der die Holzblasinstrumente spielte. Zwei Livemitschnitte dieser Besetzung wurden auf dem 2001 erschienenen Album „Eyeinhand Sampler Volume 1“ veröffentlicht, das ausschließlich Material von Musikern enthielt, die in irgendeiner Weise mit Frank Zappa in Beziehung standen. Im folgenden Jahr waren auch Don Preston und Bunk Gardner für weitere Auftritte der Grandmothers wieder mit von der Partie.
Als Zappa 1985 The Old Masters Box Volume One – der Sampler enthielt die ersten sechs Alben der Mothers of Invention und eine Mystery-Disc – herausbrachte, reichten die ehemaligen Mothers-Mitglieder Jimmy Carl Black, Bunk Gardner und Don Preston Klage ein; sie hatten für ihr Mitwirken an diesen Platten von Zappa seit 1969 keine Tantiemen mehr erhalten. Auch Ray Collins, Art Tripp und Jim Sherwood schlossen sich der Klage an, der zufolge Zappa insgesamt 16,4 Millionen Dollar zahlen sollte. Die Auseinandersetzungen schwelten sechs Jahre lang, ohne zu einem Ergebnis zu führen. 1991 strengten die Kläger einen weiteren Prozess gegen Zappa an. Darin ging es um Rufschädigung, weil Zappa ihr Begehren aus dem Jahr 1985 öffentlich ein „Produkt einer chemisch bedingten Veränderung“ genannt hatte. Zappa suchte eine außergerichtliche Einigung. Letztlich übernahm er sämtliche Gerichtskosten seiner ehemaligen Musiker und zahlte für die ausstehenden Tantiemen eine Entschädigung in unbekannter Höhe.(S. 115) S. 377, 419f
1993 erschien zunächst das Album Dreams on Long Play. Außer Black wirkten an den Aufnahmen Ener Bladezipper (Bass), Roland St. Germain (Gitarre, Keyboard), Linda Valmets (Geige, Perkussion), Gerald „Eli“ Smith (Holzblasinstrumente) und Tomas Ramirez (Saxophon) mit. Verstärkt um Gardner und Preston, aber ohne Ramirez, absolvierte diese Grandmothers-Besetzung noch im selben Jahr eine ausgedehnte Europa-Tournee. Ebenfalls noch 1993 wurde der Sampler A Mother of an Anthology herausgebracht, der neben 14 bereits veröffentlichten Stücken sieben neue Titel enthielt. Black, Preston, Gardner und Bladezipper sowie der Gitarrist und Sänger Sandro Oliva kamen 1994 als „The Grandmothers of Invention“ für einige Auftritte nach Europa. Diese Besetzung spielte mit dem ehemaligen Mothers-Sänger und -Bassisten Roy Estrada im selben Jahr das Album Who Could Imagine ein.

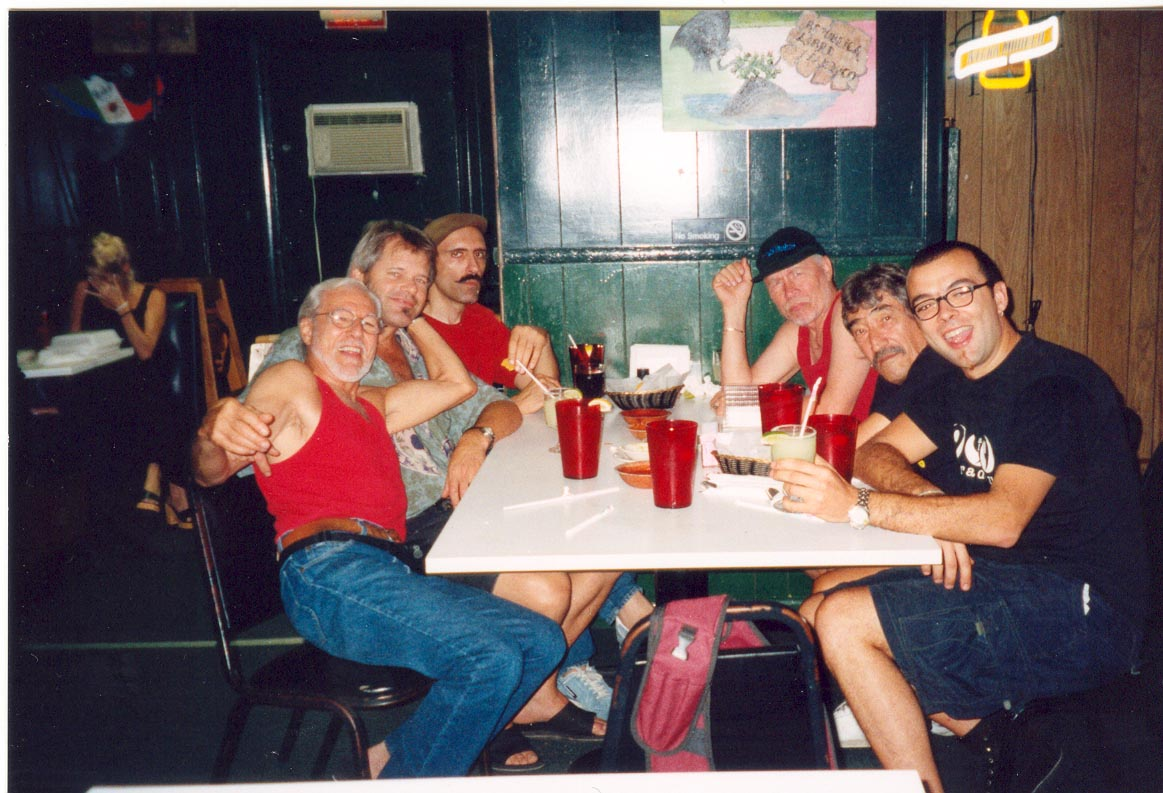
Von links: Bunk Gardner, Ener Bladezipper, Sandro Oliva, Don Preston, Jimmy Carl Black und Stefano Baldasseroni, 28. August 2000

In der Folge trafen sich die Grandmothers gelegentlich, um in Sandro Olivas Tonstudio in Rom Stücke aufzunehmen. Unter dem Namen „The Grandmothers Power Trio“ absolvierten Black, Oliva und Bladezipper im Sommer 1997 einige Auftritte in Deutschland. 1998 gingen die Grandmothers auf Europatournee. Dem Septett gehörten neben Black, Gardner, Preston, Bladezipper und Oliva auch der Keyboarder Mauro Andreoni und der Schlagzeuger Steve B. Roney an. Teile des Tourprogramms erschienen 2000 auf dem Livealbum Eating the Astoria, welches im März 1998 im Londoner Astoria-Theater aufgezeichnet worden war. Eine ausgedehnte 52-Städte-Tournee unternahmen die Grandmothers im Spätsommer 2000. Die Band war identisch mit dem 1998er Line-up, allein Andreoni war zwischenzeitlich ausgeschieden.
Im Herbst 2001 gaben Preston und Gardner mit den beiden Ex-Mothers-Mitgliedern Billy Mundi (Schlagzeug) und Roy Estrada sowie dem Gitarristen Ken Rosser einige Konzerte in den Vereinigten Staaten. Zu dieser Zeit erschien auch das Album The Eternal Question, welches Aufnahmen der Jahre 1980 und 1981 enthielt. Als „The Grandmothers West“ standen Preston, Estrada, Gardner und Black zusammen mit den ehemaligen Zappa-Musikern Bob Harris (Trompete) und Napoleon Murphy Brock (Gesang, Saxophon) sowie dem Gitarristen André Cholmondeley und Schlagzeuger Glenn Leonard im Sommer 2002 bei der 13. Zappanale in Bad Doberan auf der Bühne.
Dieses Konzert markierte das Ende der bisherigen Grandmothers. Eine für den Herbst 2002 geplante Tournee mit Zappas Schwester Candy wurde abgesagt. Preston und Gardner hatten die Band verlassen, um eine eigene „Grandmothers“-Gruppe zu gründen. Diese Band sollte sich fortan Frank Zappas Schaffensperiode der Jahre 1964 bis 1983 widmen. Neben Preston und Gardner gehörten Roy Estrada und Napoleon Murphy Brock sowie der Gitarrist Ken Rosser und Schlagzeuger Chris Garcia zu diesem Ensemble. Schon mit der neuen Besetzung eingespielt, aber noch unter dem alten Namen „Grandmothers“, erschien 2003 das bislang einzige Album der neuen Großmütter: „A Grandmothers Night at the Gewandhaus“ bot den Livemitschnitt des Konzertes, das im März 2003 in Leipzig aufgezeichnet worden war. Weitere Auftritte in San Francisco, San Diego und Frankfurt/Main folgten noch im selben Jahr. Nach dem Ausscheiden Gardners ging die Band als „The Grandmothers Re:Invented“ im Frühjahr und im Sommer 2004 zweimal auf Europatournee. Im Januar 2005 folgte in gleicher Besetzung eine Tournee durch Italien. In unveränderter Formation folgten seit dem Sommer 2005 bis Ende November 2006 weitere Auftritte in den USA, in Kanada, Norwegen, Bosnien-Herzegowina, Serbien und Kroatien, bei denen sich die Band entweder „The Grande Mothers Re:Invented“ oder „The Grande Mothers“ nannte. Danach nannte sie sich „The Grandmothers of Invention“.

## Diskografie
- Grandmothers – 1981
- Lookin’ up Granny’s Dress – 1982
- Fan Club Talk Album – 1983
- Dreams on Long Play – 1993
- A Mother of an Anthology – 1993
- Who Could Imagine – 1994
- Eating the Astoria – 2000
- 20 Year Anthology of the Grandmothers – 2001 (CDR)
- The Eternal Question – 2001 (CDR)
- 20 Year Anthology of the Grandmothers (Volume 2) – 2002 (CDR)
- A Grandmothers Night at the Gewandhaus – 2003